# Минеево (Нижегородская область)
Мине́ево — деревня, административный центр Минеевского сельсовета в Уренском районе Нижегородской области.

## География
Находится у железнодорожной линии Нижний Новгород — Киров на расстоянии примерно 17 километров по прямой на юго-запад от районного центра города Урень.

## История
Упоминается с 1779 как владение графа П. Б. Шереметева. В 1820 сюда новой владелицей Демидовой поселены 10 семей, деревня стала какое-то время называться Демидовским починком. С 1914 началось строительство железнодорожной станции дороги Нижний Новгород — Котельнич. Бурное развитие населённый пункт имел в 1930-е годы. В советское время работал также колхоз «Пролетарий».

## Население
Постоянное население составляло 467 человек (русские 96 %) в 2002 году, 383 — в 2010.